# Dietmar Zeman
Pour les articles homonymes, voir Zeman.
Dietmar Zeman, né le 31 mars 1932 à Vienne, est un bassoniste autrichien.
Il fut bassoniste de l'Orchestre philharmonique de Vienne de 1955 à 1990.
Il s'est distingué par un enregistrement célèbre avec Karl Böhm du Concerto pour basson en si bémol majeur K 191 de Mozart, disponible chez Deutsche Grammophon.